# Daniel Wass
Daniel Wass (* 31. května 1989 Gladsaxe) je dánský profesionální fotbalista, který hraje na pozici středního záložníka či pravého obránce za dánský klub Brøndby IF a za dánský národní tým.

## Klubová kariéra
S fotbalem začínal v Boldklubben Avarta a od prosince 2007 hrál dánskou nejvyšší soutěž za Brøndby IF. V roce 2011 přestoupil do Benficy Lisabon, kde však nehrál a byl uvolněn do francouzského klubu Evian Thonon Gaillard FC, s nímž byl v roce 2013 finalistou Coupe de France. Od roku 2015 hrál ve Španělsku za Celtu Vigo a v roce 2018 přestoupil do Valencie. V roce 2022 přestoupil do Atlética Madrid.
V roce 2019 získal s Valencií Copa del Rey.

## Reprezentační kariéra
V dánské fotbalové reprezentaci debutoval v roce 2011. Odehrál 41 zápasů a byl členem týmu na mistrovství Evropy ve fotbale 2012, kde však do žádného zápasu nenastoupil.

## Osobní život
Jeho bratrancem je fotbalista Nicki Bille Nielsen.